# Bobby Leopold
Bobby Leopold (18 de outubro de 1957) é um ex-jogador profissional de futebol americano estadunidense.

## Carreira
Bobby Leopold foi campeão da temporada de 1981 da National Football League jogando pelo San Francisco 49ers.